# Primephonic
Primephonic est un service de streaming musical payant spécialisé dans la musique classique que la société Apple rachète en août 2021. 

## Histoire
Primephonic est lancé en 2014 comme site de téléchargement de titres de musique classique. Le site se distingue par des fonctionnalités de recherche et de navigation adaptées aux caractéristiques de la musique classique,. Cette particularité répond à la mauvaise qualité des données concernant la musique classique sur les sites d'écoute généralistes. En mai 2016, Primephonic intègre le catalogue de Sony Classical et se lance aux États-Unis.
En juin 2017, Primephonic lance son service de streaming aux États-Unis et au Royaume-Uni avec un catalogue de 100 000 titres et une qualité de streaming en FLAC 16-bits (qualité CD),.

## Description
Primephonic est un site payant de streaming audio spécialisé dans la musique classique. Une équipe de six musicologues et étudiants en musique classique sont chargés de classifier et catégoriser tous les morceaux disponibles sur le site. L'objectif de Primephonic est de maîtriser la richesse des métadonnées des morceaux de musique classique, ce qui n'est pas le cas sur les sites généralistes comme Spotify ou Deezer où l'expérience de recherche de musique classique est ténue voire incohérente. Sur Primephonic, toutes les pages consacrées aux œuvres ou aux artistes fournissent des informations complètes et des suggestions basées sur les similarités entre métadonnées.